# Shandong Steel
Shandong Steel (Chinees: 山东钢铁集团) of Shansteel is een grote Chinese staalproducent. Anno 2020 was het de op zes na grootste staalproducent in China en de op negen na grootste in de wereld met een productie van ruim 31 miljoen ton.

## Geschiedenis
Het bedrijf werd in 1958 opgericht als Jinan Iron and Steel als onderdeel van het Tweede Vijfjarenplan. In 1991 bereikte de staalproductie een miljoen ton.
In juni 2004 werd Jinan Steel op de Beurs van Shanghai genoteerd. Deze notering staat nu op naam van Shandong Steel.
In 2006 was Jinan Steel met een productie van 11,2 miljoen ton de op 21 na grootste staalproducent ter wereld. Het was toen China's grootste producent en exporteur van staalplaten en met een aandeel van 10 procent ook marktleider in staalplaten in China.
In 2008 werd Jinan Steel samengevoegd met het eveneens in de provincie Shandong gelegen Laiwu Steel en werd de Shandong Iron and Steel Group gevormd. Dit maakte deel uit van een overheidsplan om de staalsector, die met grote overcapaciteit en daardoor ook lage staalprijzen en verliezen kampte, te consolideren.
In 2009 nam de Shandong-groep in een vijandige overname een tweederdebelang in de private staalgroep Rizhao Steel uit Rizhao, ook in de provincie Shandong. De meerderheid van Rizhao Steel was in handen van miljardair Du Shuanghua. Een jaar later werd ook het resterende derde overgenomen.
In 2011 werd een herstructurering van Shandong Steel aangekondigd en gingen de twee staalbedrijven werkelijk een fusie aan. Jinan Steel werd in 2012 hernoemd tot Shandong Iron and Steel en Laiwu Steel ging hierin op. Het was de bedoeling veel fabrieken naar Rizhao aan de kust te verplaatsen. Vanaf 2017 werden de oude vervuilende staalfabrieken in Jihan gesloten. De staalplaatproductie werd daarop naar Rizhao verhuisd.
Nog in 2011 kocht Shandong Steel een kwart van de ijzerertsmijn Tonkolili Iron Ore in Sierra Leone. De overige 75 procent volgde in 2015. De mijn bevatte naar schatting 13,7 miljard ton ijzererts en leverde na een forse investering 20 miljoen ton per jaar. In 2019 trok de Sierra Leonese overheid echter de mijnbouwlicentie in en in 2020 werd de mijn verkocht aan de Chinese Kingho-mijnbouwgroep. De nieuwe president van Sierra Leone, Julius Maada Bio, wilde er zo voor zorgen dat de delfstoffen het land zelf ten goede zouden komen.